# Inkt
Inkt (estilizado como INKT) foi uma banda de rock japonesa fundada em 2014, e desfeita em 2017.
Em 2014, foi anunciado que Tanaka Koki (conhecido como KOKI), ex-integrante da banda Kat-Tun), seria o vocalista da nova banda, INKT. Junto com o guitarrista Kei, o tecladista kissy, o baixista mACKAz e o baterista Sassy (ambos antigos integrante da banda High and Mighty Color), lançaram seu primeiro álbum, homônimo, em oito de novembro do mesmo ano.
Em 2015, a banda se apresentou no Brasil, participando do Anime Friends.
Em 2016, participaram do especial de lançamento do álbum Evo:Era, da banda LOKA, num show ao vivo em que várias bandas participaram. No mesmo ano, se apresentaram nas Filipinas. Entretanto, KOKI anunciou em seu blog que o baixista Kissy deixaria a banda.
Em 2017, KOKI foi preso em posse de maconha, e após alguns meses, o grupo decidiu se separar.
O baixista mACKAz e o baterista Sassy se reuniram com a cantora MAAKII e fundaram a banda DracoVirgo. KOKI seguiu carreira solo.

## Discografia
Durante seus anos de existência, a banda lançou quatro álbuns. Todos entraram no Oricon Albums Chart.
| Data                   | Título       | Posição no Oricon Albums Chart | Fonte  |
| ---------------------- | ------------ | ------------------------------ | ------ |
| 08 de novembro de 2014 | INKT         | 17ª                            | [ 11 ] |
| 25 de abril de 2015    | Physalis     | 48ª                            | [ 12 ] |
| 21 de setembro de 2016 | Life's Color | 32ª                            | [ 13 ] |
| 03 de maio de 2017     | square       | 25ª                            | [ 14 ] |